# 스베틀라나 마스테르코바
스베틀라나 알렉산드로브나 마스테르코바(러시아어: Светлана Александровна Мастеркова, 1968년 1월 17일 ~ )는 전 러시아의 중거리 육상 선수이다. 현재 마일 종목의 세계 기록 보유자이며, 1996년 애틀랜타 올림픽 800m-1500m 이중 금메달리스트이다.

## 경력
시베리아 아친스크에서 태어나 800m 육상 선수로 시작한 마스테르코바는 1991년 세계 육상 선수권 대회에 출전하는 데 합격했던 국내 대회를 우승하면서 돌파하였다. 세계 육상 선수권 8위를 하고, 다음 시즌에 소수의 성공을 거두었으나 부상을 당하였다. 1994년과 1995년 육상에서 휴식을 취하였다.
1996년 육상에 복귀하여 800m만 뛰는 대신, 몇년 동안 뛰지 않은 1500m에도 출전하기로 결정하였다. 국내 선수권에서 2개의 종목들을 최고 기록으로 우승하였다. 애틀랜타에서 마시테르코바는 우승 후보로 숙고되지 않았으나 시작에서부터 선두로 달리며 완전한 경주를 이끌어 금메달을 획득하였다.
이 놀라운 승리 후에 1500m에서도 비슷한 방법으로 달리면서 큰 당황을 일으켜 1976년 타티야나 카잔키나의 우승을 동등히 하였다. 그녀는 또한 1000m와 마일 종목에서 2개의 세계 신기록을 세워 자신의 시즌을 마쳤다.
마스테르코바는 다음 해에 열린 세계 육상 선수권 대회의 1500m 예선전에서 아킬레스건 부상으로 탈락되면서 자신의 타이틀들을 되풀이할 수 없었다. 1998년에는 유럽 선수권 대회에서 1500m 우승을 하면서 그해의 시즌이 다시 위대하게 되었다.
1999년 세계 육상 선수권 대회에서 다시 2개의 종목에 출전한 마스테르코바는 800m에서 루드밀라 포르마노바에게 패하면서 3위를 하였으나, 1500m에서 놀라운 우승을 거두었다. 이것이 그녀의 마지막 주요 성공이며, 2000년 시드니 올림픽에서는 1500m 예선을 포기하고 말았다.
그 후에 정식으로 육상에서 은퇴하였다.

## 같이 보기
- 올림픽 육상 여자 메달리스트 목록